# Tercera División de España 1933-34
La temporada 1933-34 de la Tercera División de España de fútbol fue la 5.ª edición del campeonato que se disputó entre el 26 de noviembre de 1933 y el 3 de junio de 1934.
El campeón de la temporada fue el C. Valladolid Deportivo, club que ascendió a Segunda División. Posteriormente se decidió ampliar esta categoría y eliminar la Tercera División, por lo que ascendieron más equipos.

## Sistema de competición
La Tercera División de España 1933-34 fue organizada por la Federación Española de Fútbol.
El campeonato contó con la participación de 34 clubes y se desarrolló en tres fases.
En la primera fase se formaron dos bloques de grupos. Los llamados A eran dos grupos de seis equipos cada uno. Los dos primeros clasificados de cada grupo se clasificaron directamente para la fase final, mientras que los terceros clasificados pasaron a la fase intermedia. Los llamados grupos B fueron seis, con distintos números de equipos, y los primeros clasificados se clasificaron para la fase intermedia. Esta primera fase se disputó siguiendo un sistema de liga, de modo que los equipos de cada grupo se enfrentaron entre sí, todos contra todos en dos ocasiones, una en cada campo. El orden de los encuentros se decidió por sorteo antes de empezar la competición. Se estableció una clasificación con arreglo a los puntos obtenidos en cada enfrentamiento a razón de dos por partido ganado y uno por empatado; en caso de empate a puntos entre dos o más clubes en la clasificación, se tuvo en cuenta el mayor cociente de goles.
En la fase intermedia se enfrentaron, en ronda de cuartos de final y semifinales, los ganadores de los grupos B en formato de eliminatorias directas a ida y vuelta. Los dos vencedores resultantes se enfrentaron a los terceros clasificados de los grupos A, y los vencedores se clasificaron para la fase final.
La fase final se disputó siguiendo un sistema de liga, de modo que los equipos de cada grupo se enfrentaron entre sí, todos contra todos en dos ocasiones, una en cada campo. El orden de los encuentros se decidió por sorteo antes de empezar la competición. El primer clasificado logró el ascenso a Segunda División.

## Clubes participantes

### Grupos A
| Norte-Oeste - Baracaldo F. C. - C. D. Logroño - C. D. Madrid - Racing Ferrol F. C. - Stadium Club Avilesino - C. Valladolid Deportivo |  | Levante-Sur - Cartagena F. C. - Elche F. C. - Gimnástico F. C. - Hércules F. C. - Levante F. C. - Zaragoza F. C. |

### Grupos B
| I - C. Ciosvín de Vigo - Galicia S. C. Orense - Unión S. C. |  | II - Club Gijón - U. S. Ovetense - Santoña F. C. - C. D. Torrelavega | III - Arenas S. C. - A. D. Ferroviaria - C. D. Huesca - A. D. Tranviaria | IV - F. C. Badalona - Gerona F. C. - Granollers S. C. - C. E. Júpiter | V - Alicante F. C. - Athletic C. Almería - C. D. Gimnástica Abad - Imperial F. C. | VI - C. Recreativo Granada - C. D. Malacitano - Xerez F. C. |

## Fase de grupos

### Grupo A Norte-Oeste
| Pos. | Equipo                      | Pts. | PJ | G | E | P | GF | GC | Dif. | Clasificación          |
| ---- | --------------------------- | ---- | -- | - | - | - | -- | -- | ---- | ---------------------- |
| 1    | C. Valladolid Deportivo (A) | 14   | 10 | 6 | 2 | 2 | 24 | 13 | +11  | Acceso a fase final    |
| 2    | Baracaldo F. C.             | 13   | 10 | 6 | 1 | 3 | 22 | 13 | +9   | Acceso a fase final    |
| 3    | C. D. Logroño               | 12   | 10 | 5 | 2 | 3 | 19 | 18 | +1   | Acceso a prefase final |
| 4    | Stadium Club Avilesino      | 8    | 10 | 4 | 0 | 6 | 24 | 25 | −1   |                        |
| 5    | Racing Ferrol F. C.         | 7    | 10 | 3 | 1 | 6 | 18 | 24 | −6   |                        |
| 6    | C. D. Madrid                | 6    | 10 | 2 | 2 | 6 | 16 | 0  | +16  |                        |

 Fuente: Fútbol Regional
| 26 de noviembre de 1933 |     |                     |                  |                     |   |
| C. D. Logroño           | 2:0 | Racing Ferrol F. C. | Las Gaunas       | Arrillaga Izaguirre | — |
| Stadium Club Avilesino  | 5:2 | C. D. Madrid        | Las Arobias      | Suárez García       | — |
| C. Valladolid Deportivo | 1:0 | Baracaldo F. C.     | Sociedad Taurina | Álvarez Lobo        | — |

| 3 de diciembre de 1933 |     |                         |             |                     |   |
| C. D. Madrid           | 4:2 | C. D. Logroño           | El Parral   | Cartagena Fernández | — |
| Racing Ferrol F. C.    | 1:2 | C. Valladolid Deportivo | O Inferniño | Bordomás            | — |
| Baracaldo F. C.        | 3:1 | Stadium Club Avilesino  | Lasesarre   | Zavala Emparanza    | — |

| 10 de diciembre de 1933 |     |                        |                  |                 |   |
| Racing Ferrol F. C.     | 5:0 | C. D. Madrid           | O Inferniño      | de Anta Holgado | — |
| C. Valladolid Deportivo | 3:0 | Stadium Club Avilesino | Sociedad Taurina | Silvio Asenjo   | — |
| 28 de diciembre de 1933 |     |                        |                  |                 |   |
| C. D. Logroño           | 1:1 | Baracaldo F. C.        | Las Gaunas       | Jáuregui Ansó   | — |

| 17 de diciembre de 1933 |     |                     |                  |                    |   |
| Baracaldo F. C.         | 4:0 | Racing Ferrol F. C. | Lasesarre        | Serrano de la Mata | — |
| Stadium Club Avilesino  | 0:3 | C. D. Logroño       | Las Arobias      | Merediz Cabal      | — |
| 3 de enero de 1933      |     |                     |                  |                    |   |
| C. Valladolid Deportivo | 3:1 | C. D. Madrid        | Sociedad Taurina | Viruete Bachiller  |   |

| 24 de diciembre de 1933 |     |                         |             |                 |   |
| C. D. Madrid            | 0:1 | Baracaldo F. C.         | El Parral   | Quirós          | — |
| Racing Ferrol F. C.     | 2:3 | Stadium Club Avilesino  | O Inferniño | de Anta Holgado | — |
| C. D. Logroño           | 2:2 | C. Valladolid Deportivo | Las Gaunas  | Jáuregui Ansó   | — |

| 31 de diciembre de 1933 |      |                         |                      |                    |   |
| Baracaldo F. C.         | 3:2  | C. Valladolid Deportivo | Estadio de Lasesarre | Serrano de la Mata | — |
| 1 de enero de 1933      |      |                         |                      |                    |   |
| C. D. Madrid            | 3:1* | Stadium Club Avilesino  | El Parral            | López García       | — |
| No disputado            |      |                         |                      |                    |   |
| Racing Ferrol F. C.     | N/D  | C. D. Logroño           | —                    | —                  | — |

| 7 de enero de 1933      |     |                     |                  |                  |   |
| C. Valladolid Deportivo | 7:1 | Racing Ferrol F. C. | Sociedad Taurina | Rodríguez Kuntz  | — |
| C. D. Logroño           | 5:3 | C. D. Madrid        | Las Gaunas       | Ledesma Corredor | — |
| Stadium Club Avilesino  | 6:0 | Baracaldo F. C.     | Las Arobias      | Feito            | — |

| 14 de enero de 1933    |     |                         |             |                    |   |
| C. D. Madrid           | 2:2 | Racing Ferrol F. C.     | El Parral   | Quirós             | — |
| Baracaldo F. C.        | 3:0 | C. D. Logroño           | Lasesarre   | Serrano de la Mata | — |
| Stadium Club Avilesino | 3:0 | C. Valladolid Deportivo | Las Arobias | San Román          | — |

| 21 de enero de 1933 |     |                         |             |                  |   |
| C. D. Madrid        | 1:1 | C. Valladolid Deportivo | El Parral   | Melcón Bartolomé | — |
| Racing Ferrol F. C. | 2:1 | Baracaldo F. C.         | O Inferniño | Cabrera Cao      | — |
| C. D. Logroño       | 3:2 | Stadium Club Avilesino  | Las Gaunas  | Ledesma Corredor | — |

| 28 de enero de 1933     |     |                     |                  |                 |   |
| Stadium Club Avilesino  | 3:5 | Racing Ferrol F. C. | Las Arobias      | Vázquez         | — |
| C. Valladolid Deportivo | 3:1 | C. D. Logroño       | Sociedad Taurina | Rodríguez Kuntz | — |
| Baracaldo F. C.         | 5:0 | C. D. Madrid        | Lasesarre        | Manuel Vallés   | — |

### Grupo A Levante-Sur
| Pos. | Equipo           | Pts. | PJ | G | E | P | GF | GC | Dif. | Clasificación          |
| ---- | ---------------- | ---- | -- | - | - | - | -- | -- | ---- | ---------------------- |
| 1    | Zaragoza F. C.   | 13   | 10 | 5 | 3 | 2 | 19 | 6  | +13  | Acceso a fase final    |
| 2    | Elche F. C.      | 12   | 10 | 6 | 0 | 4 | 14 | 13 | +1   | Acceso a fase final    |
| 3    | Gimnástico F. C. | 12   | 10 | 5 | 2 | 3 | 13 | 11 | +2   | Acceso a prefase final |
| 4    | Hércules F. C.   | 10   | 10 | 5 | 0 | 5 | 16 | 9  | +7   |                        |
| 5    | Levante F. C.    | 10   | 10 | 4 | 2 | 4 | 12 | 11 | +1   |                        |
| 6    | Cartagena F. C.  | 3    | 10 | 1 | 1 | 8 | 7  | 31 | −24  |                        |

 Fuente: Fútbol Regional
| 26 de noviembre de 1933 |     |                  |         |                 |   |
| Levante F. C.           | 0:0 | Gimnástico F. C. | La Cruz | López Espinosa  | — |
| Zaragoza F. C.          | 2:0 | Hércules F. C.   | Torrero | Rodríguez Kuntz | — |
| Elche F. C.             | 4:1 | Cartagena F. C.  | Bardín  | López Almansa   | — |

| 3 de diciembre de 1933 |     |                |             |                 |   |
| Cartagena F. C.        | 0:3 | Levante F. C.  | El Almarjal | Plaza Carral    | — |
| Hércules F. C.         | 4:0 | Elche F. C.    | Bardín      | Balibrea Matás  | — |
| Gimnástico F. C.       | 2:2 | Zaragoza F. C. | Vallejo     | Armengol Buxems | — |

| 10 de diciembre de 1933 |     |                 |         |                |   |
| Gimnástico F. C.        | 1:2 | Hércules F. C.  | Vallejo | García Soleto  | — |
| 28 de diciembre de 1933 |     |                 |         |                |   |
| Zaragoza F. C.          | 8:0 | Cartagena F. C. | Torrero | Rivera Asensio | — |
| Elche F. C.             | 2:0 | Levante F. C.   | Altabix | Torres Martín  | — |

| 17 de diciembre de 1933 |     |                  |                        |               |   |
| Cartagena F. C.         | 2:3 | Gimnástico F. C. | Estadio de El Almarjal | Tomás Vázquez | — |
| Levante F. C.           | 1:0 | Hércules F. C.   | La Cruz                | Cruella Tena  | — |
| 18 de diciembre de 1933 |     |                  |                        |               |   |
| Elche F. C.             | 1:0 | Zaragoza F. C.   | Altabix                | Álvarez Lobo  | — |

| 24 de diciembre de 1933 |     |                 |         |                 |   |
| Hércules F. C.          | 3:0 | Cartagena F. C. | Cuartel | Balibrea Matás  | — |
| Zaragoza F. C.          | 3:0 | Levante F. C.   | Torrero | Rodríguez Kuntz | — |
| Gimnástico F. C.        | 2:1 | Elche F. C.     | Vallejo | Martínez Palop  | — |

| 31 de diciembre de 1933 |     |                |             |                 |   |
| Gimnástico F. C.        | 2:0 | Levante F. C.  | Vallejo     | Espelta Mussons | — |
| Cartagena F. C.         | 0:2 | Elche F. C.    | El Almarjal | Murcia Solano   | — |
| 1 de enero de 1934      |     |                |             |                 |   |
| Hércules F. C.          | 2:0 | Zaragoza F. C. | Cuartel     | Casanova Auré   | — |

| 7 de enero de 1934 |     |                  |         |                  |   |
| Elche F. C.        | 2:0 | Hércules F. C.   | Altabix | López Almansa    | — |
| Zaragoza F. C.     | 1:0 | Gimnástico F. C. | Torrero | Ferrer Rodríguez | — |
| Levante F. C.      | 4:0 | Gimnástico F. C. | La Cruz | Leonarte Ribera  | — |

| 14 de enero de 1934 |     |                  |          |               |   |
| Levante F. C.       | 4:0 | Elche F. C.      | La Cruz  | Torres Martín | — |
| Hércules F. C.      | 0:1 | Gimnástico F. C. | Bardín   | Plaza Carral  | — |
| Cartagena F. C.     | 1:1 | Zaragoza F. C.   | Estación | Silvio Asenjo | — |

| 21 de enero de 1934 |     |                 |         |                 |   |
| Gimnástico F. C.    | 2:1 | Cartagena F. C. | Vallejo | Gómez Juaneda   | — |
| Hércules F. C.      | 4:0 | Levante F. C.   | Bardín  | López Espinosa  | — |
| Zaragoza F. C.      | 2:0 | Elche F. C.     | Torrero | Espelta Mussons | — |

| 28 de enero de 1934 |     |                  |             |                |   |
| Levante F. C.       | 0:0 | Zaragoza F. C.   | La Cruz     | Cruella Tena   | — |
| Elche F. C.         | 2:0 | Gimnástico F. C. | Altabix     | Álvarez Lobo   | — |
| Cartagena F. C.     | 2:1 | Hércules F. C.   | El Almarjal | Balibrea Matás | — |

### Grupo B-I
| Pos. | Equipo               | Pts. | PJ | G | E | P | GF | GC | Dif. | Clasificación          |
| ---- | -------------------- | ---- | -- | - | - | - | -- | -- | ---- | ---------------------- |
| 1    | Unión S. C.          | 6    | 4  | 3 | 0 | 1 | 31 | 6  | +25  | Acceso a prefase final |
| 2    | Galicia S. C. Orense | 5    | 4  | 2 | 1 | 1 | 7  | 13 | −6   |                        |
| 3    | C. Ciosvín de Vigo   | 1    | 4  | 0 | 1 | 3 | 3  | 22 | −19  |                        |

 Fuente: Fútbol Regional
| 26 de noviembre de 1933 |     |                      |  |          |   |
| C. Ciosvín de Vigo      | 1:1 | Galicia S. C. Orense |  | Lago Búa | — |

| 3 de diciembre de 1933 |     |             |  |  |   |
| Galicia S. C. Orense   | 3:1 | Unión S. C. |  |  | — |

| 10 de diciembre de 1933 |     |             |  |  |   |
| C. Ciosvín de Vigo      | 2:9 | Unión S. C. |  |  | — |

| 17 de diciembre de 1933 |     |                    |  |  |   |
| Galicia S. C. Orense    | 2:0 | C. Ciosvín de Vigo |  |  | — |

| 24 de diciembre de 1933 |      |                      |  |  |   |
| Unión S. C.             | 11:1 | Galicia S. C. Orense |  |  | — |

| 31 de diciembre de 1933 |      |                    |  |  |   |
| Unión S. C.             | 10:0 | C. Ciosvín de Vigo |  |  | — |

### Grupo B-II
| Pos. | Equipo            | Pts. | PJ | G | E | P | GF | GC | Dif. | Clasificación          |
| ---- | ----------------- | ---- | -- | - | - | - | -- | -- | ---- | ---------------------- |
| 1    | C. D. Torrelavega | 10   | 6  | 4 | 2 | 0 | 19 | 6  | +13  | Acceso a prefase final |
| 2    | Club Gijón        | 6    | 6  | 2 | 2 | 2 | 16 | 14 | +2   |                        |
| 3    | U. S. Ovetense    | 6    | 6  | 2 | 2 | 2 | 16 | 17 | −1   |                        |
| 4    | Santoña F. C.     | 2    | 6  | 0 | 2 | 4 | 7  | 21 | −14  |                        |

 Fuente: Fútbol Regional
| 26 de noviembre de 1933 |     |                |            |                   |   |
| C. D. Torrelavega       | 6:1 | U. S. Ovetense |            | González Polidura | — |
| 8 de diciembre de 1933  |     |                |            |                   |   |
| Club Gijón              | 5:2 | Santoña F. C.  | El Molinón | Fernández         | — |

| 3 de diciembre de 1933 |     |               |  |               |   |
| C. D. Torrelavega      | 6:0 | Santoña F. C. |  | Simón Cabarga | — |
| U. S. Ovetense         | 2:3 | Club Gijón    |  | Rúa           | — |

| 10 de diciembre de 1933 |     |                   |            |  |   |
| Club Gijón              | 0:1 | C. D. Torrelavega | El Molinón |  | — |
| Santoña F. C.           | 2:2 | U. S. Ovetense    |            |  | — |

| 17 de diciembre de 1933 |     |                   |  |  |   |
| Santoña F. C.           | 2:2 | Club Gijón        |  |  | — |
| U. S. Ovetense          | 2:2 | C. D. Torrelavega |  |  | — |

| 24 de diciembre de 1933 |     |                   |            |                   |   |
| Santoña F. C.           | 1:2 | C. D. Torrelavega |            |                   | — |
| Club Gijón              | 4:5 | U. S. Ovetense    | El Molinón | Menchaca González | — |

| 31 de diciembre de 1933 |     |               |  |               |   |
| C. D. Torrelavega       | 2:2 | Club Gijón    |  | Simón Cabarga | — |
| U. S. Ovetense          | 4:0 | Santoña F. C. |  |               | — |

### Grupo B-III
| Pos. | Equipo            | Pts. | PJ | G | E | P | GF | GC | Dif. | Clasificación          |
| ---- | ----------------- | ---- | -- | - | - | - | -- | -- | ---- | ---------------------- |
| 1    | A. D. Ferroviaria | 10   | 6  | 5 | 0 | 1 | 20 | 2  | +18  | Acceso a prefase final |
| 2    | C. D. Huesca      | 7    | 6  | 3 | 1 | 2 | 4  | 2  | +2   |                        |
| 3    | Arenas S. C.      | 5    | 6  | 2 | 1 | 3 | 4  | 12 | −8   |                        |
| 4    | A. D. Tranviaria  | 2    | 6  | 1 | 0 | 5 | 0  | 12 | −12  |                        |

 Fuente: Fútbol Regional
| 26 de noviembre de 1933 |     |                  |  |                  |   |
| C. D. Huesca            | 1:0 | A. D. Tranviaria |  | Duce Baquero     | — |
| A. D. Ferroviaria       | 4:0 | Arenas S. C.     |  | Hernández Areces | — |

| 3 de diciembre de 1933 |     |                  |              |                 |   |
| A. D. Ferroviaria      | 4:0 | A. D. Tranviaria | Las Delicias | Rodríguez Kuntz | — |
| Arenas S. C.           | 0:0 | C. D. Huesca     |              |                 | — |

| 10 de diciembre de 1933 |     |                   |  |  |   |
| C. D. Huesca            | 0:0 | A. D. Ferroviaria |  |  | — |
| A. D. Tranviaria        | 0:0 | Arenas S. C.      |  |  | — |

| 18 de diciembre de 1933 |     |                   |              |                  |   |
| Arenas S. C.            | 2:6 | A. D. Ferroviaria |              | Adrados Martín   | — |
| A. D. Tranviaria        | 0:1 | C. D. Huesca      | Las Delicias | Álvarez Corriols | — |

| 24 de diciembre de 1933 |       |                   |  |                |   |
| C. D. Huesca            | 2:2   | Arenas S. C.      |  | Adrados Martín | — |
| 25 de diciembre de 1933 |       |                   |  |                |   |
| A. D. Tranviaria        | [0:6] | A. D. Ferroviaria |  |                | — |

| No disputado      |     |                  |   |   |   |
| A. D. Ferroviaria | N/D | C. D. Huesca     | — | — | — |
| Arenas S. C.      | N/D | A. D. Tranviaria | — | — | — |

### Grupo B-IV
| Pos. | Equipo           | Pts. | PJ | G | E | P | GF | GC | Dif. | Clasificación          |
| ---- | ---------------- | ---- | -- | - | - | - | -- | -- | ---- | ---------------------- |
| 1    | Gerona F. C.     | 9    | 6  | 3 | 3 | 0 | 20 | 6  | +14  | Acceso a prefase final |
| 2    | C. E. Júpiter    | 8    | 6  | 3 | 2 | 1 | 13 | 4  | +9   | Acceso a prefase final |
| 3    | Granollers S. C. | 4    | 6  | 2 | 0 | 4 | 10 | 18 | −8   |                        |
| 4    | F. C. Badalona   | 3    | 6  | 1 | 1 | 4 | 9  | 24 | −15  |                        |

 Fuente: Fútbol Regional
| 26 de noviembre de 1933 |     |                |                  |                 |   |
| C. E. Júpiter           | 1:1 | Gerona F. C.   |                  | Espelta Mussons | — |
| Granollers S. C.        | 5:2 | F. C. Badalona | Carrer de Girona | Cruella Tena    | — |

| 3 de diciembre de 1933 |     |                  |              |                   |   |
| C. E. Júpiter          | 6:1 | F. C. Badalona   |              | José Pujol        | — |
| Gerona F. C.           | 7:1 | Granollers S. C. | Vista Alegre | Santiago Campillo | — |

| 10 de diciembre de 1933 |     |               |                  |                    |   |
| F. C. Badalona          | 3:3 | Gerona F. C.  | Sant Adrià       | Mariné             | — |
| Granollers S. C.        | 2:0 | C. E. Júpiter | Carrer de Girona | Mallorquí Tutusaus | — |

| 17 de diciembre de 1933 |     |                  |              |             |   |
| F. C. Badalona          | 3:1 | Granollers S. C. | Sant Adrià   | Coll Compte | — |
| Gerona F. C.            | 0:0 | C. E. Júpiter    | Vista Alegre | José Pujol  | — |

| 24 de diciembre de 1933 |     |               |                  |       |   |
| F. C. Badalona          | 0:4 | C. E. Júpiter | Sant Adrià       | Boada | — |
| Granollers S. C.        | 1:4 | Gerona F. C.  | Carrer de Girona | Blat  | — |

| 31 de diciembre de 1933 |     |                  |              |             |   |
| Gerona F. C.            | 5:0 | F. C. Badalona   | Vista Alegre | Mariné      | — |
| C. E. Júpiter           | 2:0 | Granollers S. C. |              | Sabaté Solà | — |

### Grupo B-V
| Pos. | Equipo                | Pts. | PJ | G | E | P | GF | GC | Dif. | Clasificación          |
| ---- | --------------------- | ---- | -- | - | - | - | -- | -- | ---- | ---------------------- |
| 1    | Alicante C. F.        | 8    | 6  | 4 | 0 | 2 | 20 | 10 | +10  | Acceso a prefase final |
| 2    | Athletic C. Almería   | 7    | 6  | 3 | 1 | 2 | 13 | 16 | −3   |                        |
| 3    | Imperial F. C.        | 6    | 6  | 3 | 0 | 3 | 13 | 15 | −2   |                        |
| 4    | C. D. Gimnástica Abad | 3    | 6  | 1 | 1 | 4 | 13 | 18 | −5   |                        |

 Fuente: Fútbol Regional
| 26 de noviembre de 1933 |     |                |              |              |   |
| C. D. Gimnástica Abad   | 1:2 | Alicante C. F. | Plaza España | Pagán Ibáñez | — |
| Athletic C. Almería     | 3:0 | Imperial F. C. |              |              | — |

| 3 de diciembre de 1933 |     |                       |              |              |   |
| Athletic C. Almería    | 4:0 | Alicante C. F.        |              | García Calvo | — |
| Imperial F. C.         | 3:0 | C. D. Gimnástica Abad | La Zarandona |              | — |

| 10 de diciembre de 1933 |     |                     |                 |               |   |
| C. D. Gimnástica Abad   | 4:5 | Athletic C. Almería | Plaza de España | García Calvo  | — |
| 27 de diciembre de 1933 |     |                     |                 |               |   |
| Alicante C. F.          | 5:1 | Imperial F. C.      | La Viña         | Martínez Leal | — |

| 17 de diciembre de 1933 |     |                       |              |               |   |
| Imperial F. C.          | 4:0 | Athletic C. Almería   | La Zarandona | Casanova Auré | — |
| Alicante C. F.          | 5:1 | C. D. Gimnástica Abad | La Viña      | García Calvo  | — |

| 24 de diciembre de 1933 |     |                     |                 |               |   |
| Alicante C. F.          | 7:0 | Athletic C. Almería | La Viña         |               | — |
| C. D. Gimnástica Abad   | 6:2 | Imperial F. C.      | Plaza de España | López Almansa | — |

| 31 de diciembre de 1933 |     |                       |              |  |   |
| Athletic C. Almería     | 1:1 | C. D. Gimnástica Abad |              |  | — |
| Imperial F. C.          | 3:1 | Alicante C. F.        | La Zarandona |  | — |

### Grupo B-VI
| Pos. | Equipo             | Pts. | PJ | G | E | P | GF | GC | Dif. | Clasificación          |
| ---- | ------------------ | ---- | -- | - | - | - | -- | -- | ---- | ---------------------- |
| 1    | Recreativo Granada | 6    | 4  | 3 | 0 | 1 | 9  | 6  | +3   | Acceso a prefase final |
| 2    | Jerez F. C.        | 4    | 4  | 2 | 0 | 2 | 7  | 8  | −1   |                        |
| 3    | C. D. Malacitano   | 2    | 4  | 1 | 0 | 3 | 6  | 8  | −2   |                        |

 Fuente: Fútbol Regional
| 26 de noviembre de 1933 |     |             |            |                |   |
| Recreativo Granada      | 3:1 | Jerez F. C. | Las Tablas | Franqui Molina | — |

| 3 de diciembre de 1933 |     |                  |        |                |   |
| Jerez F. C.            | 2:1 | C. D. Malacitano | Domecq | Hidalgo Medina | — |

| 10 de diciembre de 1933 |     |                    |                      |           |   |
| C. D. Malacitano        | 1:2 | Recreativo Granada | Los Baños del Carmen | Gutiérrez | — |

| 17 de diciembre de 1933 |     |                    |        |                  |   |
| Jerez F. C.             | 1:3 | Recreativo Granada | Domecq | Domínguez Lázaro | — |

| 24 de diciembre de 1933 |     |             |                      |      |   |
| C. D. Malacitano        | 3:1 | Jerez F. C. | Los Baños del Carmen | Gama | — |

| 31 de diciembre de 1933 |     |                  |            |                    |   |
| Recreativo Granada      | 3:1 | C. D. Malacitano | Las Tablas | Rentería Luzárraga | — |

## Fase final
- Se clasifican los siguientes equipos a la fase final:

| 1º                                             | C. Valladolid Deportivo | Zaragoza F. C.   |
| 2º                                             | Baracaldo F. C.         | Elche F. C.      |
| 3º                                             | C. D. Logroño           | Gimnástico F. C. |
| En negrita equipo que sube a Segunda División. |                         |                  |

## Resumen
Campeón de Tercera División y asciende a Segunda División:
| - C. Valladolid Deportivo |